# Кейн Аттард
Кейн Аттард (англ. Cain Attard, нар. 10 вересня 1994, Мальта) — мальтійський футболіст, фланговий захисник португальського клубу «Белененсеш» та національної збірної Мальти.

## Ігрова кар'єра

### Клубна
Кейн Аттард є вихованцем мальтійського клубу «П'єта Готспурс», де він почав грати в молодіжній команді у віці 11 - ти років. З 2011 року захисника почали залучати до матчів першої команди.
Влітку 2015 року Аттард перейшов до клубу мальтійської Прем'єр-ліги «Біркіркара». 12 серпня того року захисник зіграв першу гру у новій команді. За час вистурів у команді Аттард провів майже дві сотні офіційних матчів і виграв Кубок країни.
У липні 2023 року як вільний агент Кейн Аттард перебрався до Португалії – до клубу Другого дивізіону «Белененсеш».

### Збірна
З 2014 року Аттард грав за молодіжну збірну Мальти. У травні 2016 року у товариському матчі проти команди Чехії Кейн Аттард дебютував у національній збірній Мальти.

## Титули
Біркіркара
 Переможець Кубка Мальти: 2022/23